# Патопсихологія
Патопсихологія — галузь психології, яка займається вивченням змін психічної діяльності при патологічних станах головного мозку, які пов'язані з психічними або соматичними захворюваннями.
Патопсихологія (грец. раtos — страждання, рsycho — душа, Іоgos — вчення) — це розділ медичної психології, який вивчає закономірності розладу психічної діяльності і властивостей особистості у випадку психічних чи соматичних захворювань. За суттю, це — наукове дослідження патологічної поведінки з метою описати, передбачити, пояснити і змінити патологічну поведінку.
Патопсихологія дуже тісно пов'язана зі спеціальною психологією (зокрема, з олігофренопсихологією та дефектологією.
Наука про аномальну психологію вивчає два типи поведінки: адаптивну і дезадаптивну поведінку. Поведінка, яка є дезадаптивною, свідчить про наявність певних проблем, а також може означати, що людина вразлива і не може впоратися зі стресом навколишнього середовища, що призводить до проблем із функціонуванням у повсякденному житті в їхніх емоціях, розумовому мисленні, фізичних діях та розмови. Адаптивна поведінка — це поведінка, яка добре підходить до природи людей, їх способу життя та оточення, а також до людей, з якими вони спілкуються, дозволяючи їм розуміти один одного.
Клінічна психологія — це прикладна область психології, яка прагне оцінити, зрозуміти та лікувати психологічні стани в клінічній практиці. Теоретична галузь, відома як аномальна психологія, може скласти тло для такої роботи, але клінічні психологи в сучасній галузі навряд чи будуть використовувати термін аномальний щодо своєї практики. Психопатологія схожа на аномальну психологію, але має більше значення основної патології (процесу захворювання), і як такий термін частіше використовується в медичній спеціальності, відомому як психіатрія.

#### Завдання патопсихології
- аналіз закономірностей розладу психіки, зокрема змін особистості психічно хворих;
- психологічна діагностика порушень психіки хворого для уточнення діагнозу, проведення трудової, судової, військової експертизи[2].

## Історія

### Гумори
Гіппократ (460—377 рр. до н. е.) висунув гіпотезу про те, що тіло і розум захворіють, коли життєво важливі рідини в організмі стають незбалансованими. Ці рідини включають чорну жовч, жовту жовч, мокротиння і кров. Занадто багато мокротиння викликає у людини втому, занадто багато чорної жовчі викликає депресію, жовта жовч викликає запальний характер, а надлишок крові викликає оптимізм, бадьорість і впевненість.

### Притулки
Акт поміщення психічно хворих людей в окремий заклад, відомий як притулок, датується 1547 роком, коли король Англії Генріх VIII заснував у Лондоні притулок Святої Марії Вифлеємської. Ця лікарня на прізвисько Бедлам славилася своїми жалюгідними умовами. Притулки залишалися популярними протягом усього середньовіччя та епохи Відродження. Ці ранні притулки часто перебували в жалюгідних умовах. Пацієнти вважалися «тягарем» для суспільства, були замкнені та поводилися майже як звірі, а не як пацієнти, які потребують лікування. Проте багатьом пацієнтам було надано корисну медичну допомогу. Була наукова цікавість до аномальної поведінки, хоча це рідко досліджували в ранніх притулках. Ув'язнених у цих ранніх притулках часто виставляли на показ, щоб отримати прибуток, оскільки вважалися меншими за людей. Ранні притулки були в основному модифікаціями існуючих кримінальних інститутів.
Наприкінці XVIII століття ідея гуманітарного лікування пацієнтів отримала велику прихильність завдяки роботі Філіпа Пінеля у Франції. Він висунув ідею про те, що до пацієнтів слід ставитися з добротою, а не з жорстокістю, яку до них чинили, ніби вони тварини чи злочинці. Його експериментальні ідеї, такі як зняття ланцюгів з пацієнтів, були зустрінуті з небажанням. Експерименти з добротою виявилися дуже успішними, що допомогло реформувати систему психіатричних установ.
Інституціоналізація продовжувала покращуватися протягом 19-го і 20-го століття завдяки роботі багатьох гуманітарних діячів, таких як Доретея Дікс, і руху психічної гігієни, який сприяв фізичному благополуччю психічних пацієнтів. «Дікс більше, ніж будь-яка інша фігура у дев'ятнадцятому столітті, змусив людей в Америці та практично всій Європі усвідомити, що божевільні зазнають неймовірних зловживань». Завдяки цьому руху були зібрані мільйони доларів на будівництво нових закладів для розміщення. психічно хворі. У 20 столітті кількість психіатричних лікарень стала значно зростати, оскільки в них збільшувалася допомога психічно хворим.